# Gabriela Fernández
Gabriela Alexandra Fernández Ocant (Maracaibo, estado Zulia, Venezuela, 23 de junio de 1986) es una modelo venezolana que participó en el certamen Miss Venezuela 2008 el 10 de septiembre de 2008.
Fernández ganó el título de Miss Zulia 2008 en un certamen estatal celebrado en Maracaibo el 7 de mayo de 2008.